# Olmedo (Manabí)
Olmedo es una ciudad de Ecuador, en la provincia de Manabí, cabecera del cantón Olmedo. Tiene una población de 2 115 habitantes (2010).

## Historia
El territorio de Olmedo antes de ser Parroquia se llamaba Don Pablo. La parroquialización de Olmedo fue el 12 de diciembre de 1878. El sitio Cabeza de Pescado o Boca de Pescado fue elegida cabecera parroquial. Olmedo primeramente fue elegido parroquia rural de Portoviejo una vez que Santa Ana, se cantonizara el 2 de agosto de 1884, Olmedo pasó a ser parroquia rural de esta cantón, durante 116 años. Don Pablo en río Puca era un sitio de los confines de la provincia en disputa con el Cantón Daule y de mucho abandono de parte de los poderes públicos.
El sitio pertenecía a la parroquia Santa Ana del Cantón Portoviejo , y en el consejo de este lugar apenas se nombraba allí un celador que en 1869, era Don Antonio Zambrano y el 1870 Don Segundo Moreira. El 23 de agosto de 1875 los vecinos piden la habilitación de Don Pablo para matanza de ganado mayor, por las dificultades que tenían al concurrir a las ferias de Santa Ana, a proveerse de carne, no se accede a tan justa solicitud por el temor que decreciese la importancia de esta feria, en ese entonces la mejor de la provincia de Manabí. La negativa no acobarda a los vecinos en su lucha, ante los impulsa a ser de Don Pablo una nueva entidad Parroquial.
El asesinato de Gabriel García Moreno trae un cambio en un ámbito político de la provincia y de este cambio se aprovecha los habitantes del Puca para pedir el 29 de septiembre de 1875 no solo que se habilite Don Pablo para la matanza de ganado sino que se lo eleve a parroquia, tomando en cuenta su población, unas mil almas en constante aumento, la fertilidad de la tierra y la abundancia de los bosques ricos en madera y resina. La distancia a la cabecera Parroquial dice de un día de camino en verano e imposible de traficar en invierno consecuencia de un carrascal inaccesible en el trayecto. Hacia Guayaquil en cambio se tiene expendida la vía fluvial para vender los productos de la tierra y comprar la mercadería indispensable para la vida y subsistencia de los moradores.
Don Pablo convertido en parroquia podía dar menos concurrencia a las fiestas de Santa Ana ; pero era una avanzada de la provincia, en defensa de la integridad de su territorio. El consejo de Portoviejo comprende que los vecinos del Puca tienen razón, y ordenan tomar los informes necesarios para la creación de la Parroquia. Mas en Daule hay reserva de que a pretexto de una nueva Parroquia se altera los límites del Cantón con este fin su cabildo influye ante el gobierno para que se oponga a la creación de la parroquia Manabita, mientras no se arreglen los límites, consigue lo que desea y en enero de 1876 se lee en el consejo de Portoviejo un oficio del 29 de noviembre del año anterior, en el que se le ordena desde Quito, qué antes de elegir la parroquia con el nombre de Olmedo, se demarcan los límites y se determine el poblado que debe convertirse en cabecera parroquial. Para cumplir esta orden se comisiona al síndico y al concejal Don Francisco de Paula Moreira que se traslade al Puca, fije la demarcación correcta y determine el poblado que servirá de cabecera Parroquial.
Los comisionados cumplen la orden e informan el 18 del mismo mes, que la cabecera parroquial debe ser el punto conocido de Boca del Pescado y los límites los fijan así por el Cantón Daule el ya establecido en 1876 por el decreto del Congreso, por el lado de Portoviejo el cerro que divide las aguas que van a Manabí, de las que van al Cantón Daule a los que se fijaron en adelante y por el lado de san Jorge (La Unión). Las cabeceras de los esteros que llevan sus aguas al río Puca.
El derecho legislativo al que aquí se hace referencia dice el senado y cámara de diputados del Ecuador, reunidos en el congreso. Vista la solicitud del síndico del cantón Portoviejo contraída a que se determine los linderos entre ese mismo cantón y el de Daule.

## Clima
Posee una temperatura media de 26 °C y precipitaciones promedio anuales de 1.300mm

## Producción
Constituida por cultivos de café, cacao, banano, plátano, maíz, arroz, cítricos y grandes extensiones de pasto para ganado vacuno.

## Flora y fauna
Las principales especies vegetales son el pechiche, samán, laurel, cedro, lengua de vaca, caoba, guachapelí, moral, muyuyu, entre otros. En cuanto a la fauna está representada por algunas aves como la guacharaca, el diostedé, los loros, entre otros, existen además guantes, guatuzos, ardillas, monos y otros mamíferos, al igual que variedad de peces en el río Puca y sus afluentes. En invierno proliferan las serpientes.

## Fiestas Importantes
La fecha de cantonizacion, el 31 de agosto, es la fecha cívica más celebrada, adicionalmente se celebra las fiestas patronal de San Andrés en el mes de noviembre; San Pedro y San Pablo en junio; y las fiestas de la Candelaria desde Navidad hasta el 2 de febrero.

## Gastronomía
Los platos típicos de la zona son : viche de maní con pescado de río, picadillo de carne con fréjol estofado de gallina criolla y Tonga de gallina criolla